# Galiano Island

Inselkarte

Galiano Island ist eine Insel, die an der Westküste von Kanada zwischen dem Festland und Vancouver Island liegt. Die Insel in der Straße von Georgia ist 27,5 km lang sowie zwischen 1,6 und 6 km breit und gehört zu den südlichen Gulf Islands. Südwestlich, durch den Trincomali-Kanal getrennt, liegt Saltspring Island und südöstlich, durch den Active Pass getrennt, liegt Mayne Island. Der höchste Berg auf der Insel ist der 342 m hohe Mount Galiano.
Der Zensus im Jahr 2011 ergab für die Insel eine Einwohnerzahl von 1.138 Bewohnern. Verwaltungstechnisch gehört die Insel zum Capital Regional District und bildet dort, u. a. zusammen mit Saturna Island, Mayne Island, North und South Pender Island, den Bezirk Capital G. Eine größere Ortschaft gibt es auf der Insel nicht. Am Fährhafen hat sich jedoch ein kleiner Siedlungsschwerpunkt gebildet, Sturdies Bay.

## Geschichte
Die Insel erhielt ihren Namen nach dem Entdecker Dionisio Alcalá Galiano (1762–1805), der die Insel 1792 aufsuchte. Daher pflegt die Insel eine Partnerschaft mit seiner Geburtsstadt Cabra in Andalusien. Nach Alcalá Galiano benannt wurde die Insel im Jahr 1859 durch den britischen Kapitän George H. Richards. Galiano war zu dieser Zeit von Küsten-Salish bewohnt. Abfallhaufen aus Muschelschalen und sonstigen Speiseabfällen am Montague Harbour reichen bis 1000 v. Chr. zurück. Auch am Dionisio Point finden sich solche Muschelhaufen. Diese Muschelhaufen gehen auf eine Nutzung der Insel als Siedlungs- und Fischereigebiet verschiedener First Nations, hauptsächlich vom Volk der Penelakut, zurück.
1951 kaufte das Holzunternehmen MacMillan Bloedel fast die Hälfte der Insel. 1974 wurde ein Plan aufgelegt, um eine zu starke Zuwanderung auf die Insel zu verhindern, welche das ländliche, stadtferne Leben zerstört hätte.

## Parks
Auf der Insel wurde der erste Marine Park unter den Provincial Parks in British Columbia gegründet. Montague Harbour Marine Provincial Park ist der meistbesuchte Park auf der Insel. Etwas ruhiger ist Dionisio Point Provincial Park im Norden mit einem langen Strand, der auf der Insel Coon Bay heißt. Gut erschlossen sind auch der Bellhouse Provincial Park sowie der Bodega Ridge Provincial Park. Außerdem gibt es im Südwesten der Insel noch den Collinson Point Provincial Park. Geschützt durch die Parks finden sich auf und um die Insel zahlreiche Zugvögel, aber auch Adler, Truthahngeier und Kormorane. Die Insel beherbergt rund 130 Vogelarten. Ebenfalls finden sich Orcas, Robben, Otter, Nerze und Seelöwen.

## Verkehr
Galiano Island ist (bei Sturdies Bay im Südosten) mit Fähren erreichbar, und zwar vom Tsawwassen Ferry Terminal auf dem Festland und vom Swartz Bay Ferry Terminal auf Vancouver Island.

Verkehrstechnisch ist auch noch der Active Pass von Bedeutung. Dies ist eine Meerenge, welche durch Galiano Island und Mayne Island gebildet wird und durch welche eine der Fährverbindungen vom Festland nach Vancouver Island verläuft.

## Persönlichkeiten
- Iona Campagnolo geboren 1932 auf der Insel, von 2001 bis 2007 war sie Vizegouverneurin der Provinz British Columbia
- Die Autorin Jane Rule lebte von 1976 bis zu ihrem Tod 2007 auf Galiano Island.
- Jahrzehntelanger Wohnort des Anthropologen Robin Ridington.